# 車谷暢昭
車谷 暢昭（くるまたに のぶあき、1957年12月23日 - ）は、日本の銀行家・実業家。
株式会社東芝代表執行役社長CEO   株式会社三井住友銀行代表取締役副頭取　CVCキャピタルパートナーズ代表取締役会長兼共同代表　シャープ株式会社取締役　McKinsey&Company グローバルカウンセルメンバー　経済同友会副代表幹事　文部科学省国立大学法人評価委員長などを歴任。
デロイト・トーマツ・ファイナンシャルアドバイザリー合同会社シニア・アドバイザー　株式会社マネーフォーワード顧問　 株式会社HashPort顧問　RIZAPグループ株式会社取締役　GROOVE X株式会社取締役　デジタル証券準備株式会社取締役　株式会社日本産業アドバイザーズ代表取締役社長CEO

## 人物
愛媛県新居浜市出身。大阪府立茨木高校、東京大学経済学部卒業。
東大卒業後、1980年に三井銀行入行。1983年から2年間、大蔵省に出向、1994年から3年間、政財界に大きな影響力を持ち「三井のドン」と言われていた小山五郎の秘書役を務める。1997年、岡田明重が旧さくら銀行頭取に就任すると秘書役から総合企画部に転じ、バブル崩壊後の金融危機対応に深く関わる。不良債権処理に加え、成長戦略を立案、黎明期にあったインターネット技術を捉え、1998年には日本初のインターネット専業バンクのビジネスモデル、更に、コンビニATMバンキングモデルを相次ぎ開発した。同時に資本強化を企図し、主に三井グループを引受先とする約3500億円の緊急自力増資を取りまとめ、政府による大手銀行への公的資金注入にも道筋をつけた。この間にさくら銀行の株式時価総額は倍増し経営危機を克服した。1999年から2001年まで統合戦略室長として旧住友銀行との合併交渉役を担う。
2001年4月、さくら銀行と住友銀行の合併後は経営企画部門を担当、経営戦略を立案。
2002年、経営危機にあった三井生命の再建支援。
2003年、合併差益による損失処理を企図しわかしお銀行による「逆さ合併」を立案し実行。
2008年、リーマンショック時の流動性危機対応、更に2度の1兆円増資や米国大手金融シティグループから日興証券を買収するなど大型買収案件を手掛けた。
この間、2003年から2005年、王子法人営業部長、2006年、大手商社などを担当する本店営業第三部長
2007年、執行役員経営企画部長。
2010年、常務執行役員
2011年、東日本大震災により発生した福島第一原子力発電所事故に伴う東京電力の経営危機では、メインバンク担当役員として財務省、金融庁、経済産業省、東京電力、金融界と協議を重ねて被災者支援、電力安定供給に加え、社債市場維持や東電支援を両立させる原子力賠償支援機構の基本的枠組みを纏めた。
2012年、取締役専務執行役員、経営企画部門を統括。
2015年、三井住友フィナンシャルグループ副社長と三井住友銀行副頭取を兼務、投資銀行部門、証券事業統括。
2017年5月、欧州最大のプライベートエクイティファンドである英CVC キャピタル・パートナーズから招聘され会長兼共同代表就任
2017年6月、経営再建中のシャープ社外取締役監査委員に招聘され就任
2018年1月、経営危機にあった東芝の小林喜光取締役会議長、池田指名委員長、綱川智社長より、同社の代表執行役会長兼最高経営責任者（CEO）への就任を強く要請され、最終的に、天命と受け止めると要請を受諾した。当時、東芝は、2017年12月に2年連続の債務超過による上場廃止を防ぐ為に、アクティビストを中心に6000億増資を実施した結果、アクティビストに実質過半の議決権を握られ、金融市場では東芝は解体されると言われていた。4月、同社の代表執行役会長兼CEOに正式就任。7月に経営理念を改定、11月には世界有数のサイバーフィジカル企業に成長するビジョンを示し、5年計画として「東芝ネクストプラン」を発表した。ネクストプラン1年目である2019年、株主還元として7000億に及ぶ大規模な自社株買いを実施した。8月に1兆円の潜在リスクがあると懸案されたLNG契約を売却、旧経営陣に起因する負の遺産処理に目処をつけた。また、営業利益率が5%に達しない事業の見直しを行うと同時に、調達、設計、生産、販売に至る全てのビジネスプロセス改革に着手。9つのクロスファンクショナルチームを立ち上げ、全社で取り組み、限界利益率、固定比率が大幅に改善した。2020年4月には代表執行役社長兼CEOに就任。6月、2019年度決算を発表。第4四半期に発生した新型コロナウィルスによる収益影響や追加構造改革費用など300億円を吸収し、東芝は無借金経営に移行。営業利益は1305億円と前年度に比べ約4倍に急回復、「東芝復活」という報道が主要メディアでも出るようになる。参画時無配だった配当は、2021年3月期には80円約2%配当に復活した。更に、不正会計問題で2部指定銘柄となっていた同社は、東京証券取引所及び名古屋証券取引所1部指定銘柄への復帰を申請。2021年1月、業績回復やコンプライアンスなど経営改善が評価され東証一部復帰を達成した。2018年年初に指名委員会から与えられた東芝再生ミッションに3年で目処をつけた。
2023年、次世代経営者への知見継承と経営支援をテーマに日本産業アドバイザーズ（JIA）設立、Newmoなど多くのスタートアップ企業にエクイティー投資を行い、創業者への経営支援にも注力している。
教育問題も経済同友会教育委員長、文部科学省独立行政法人評価委員長などを歴任するなど大学教育中心に活動している。
ボランティア活動として、大友直人、ニューヨーク・フィルハーモニック前指揮者アラン・ギルバートが主宰し、世界の若手演奏家を対象に毎年行われる無償育成プログラム、ミュージックマスターコースジャパン会長を務める。

## 略歴
1957年愛媛県新居浜市生まれ
- 1980年3月 - 東京大学経済学部卒
- 1980年4月 - 三井銀行入行
- 1983年7月 - 大蔵省国際金融局調査課係長
- 1985年7月 - 三井銀行国際部国際企画課
- 1986年4月 - 同総合企画部
- 1990年4月 - 太陽神戸三井銀行国際企画部
- 1992年4月 - さくら銀行東京営業第六部次長
- 1994年4月 - 同秘書室秘書役
- 1997年1月 - 同総合企画部企画課長
- 1999年11月 - 同統合戦略室長
- 2001年4月 - 三井住友銀行経営企画部副部長
- 2003年6月 - 同王子法人営業部長
- 2006年4月 - 同本店営業第三部長
- 2007年4月 - 同執行役員経営企画部長
- 2010年1月 - 同常務執行役員経営企画部長
- 2010年4月 - 同常務執行役員、経営企画部門副責任役員
- 2013年4月 - 同取締役兼専務執行役員、経営企画部門責任役員[1]
- 2015年4月 - 同代表取締役兼副頭取執行役員、投資銀行部門 証券事業責任役員
- 2017年5月 - CVC キャピタル・パートナーズ 代表取締役会長兼共同代表
- 2017年6月 - シャープ 社外取締役
- 2017年6月 - マネーフォワード社外取締役
- 2018年4月 - 東芝 代表執行役会長兼最高経営責任者（CEO）
- 2018年6月 - 東芝 取締役 代表執行役会長兼最高経営責任者（CEO）
- 2020年4月 - 東芝 取締役 代表執行役社長兼最高経営責任者（CEO）
- 2022年6月 - RIZAPグループ社外取締役
- 2023年8月 - 株式会社日本産業アドバイザーズ代表取締役社長CEO